# 死亡約會 (電影)
《死亡約會》（英語：Appointment with Death）是一部1988年的推理片，由麥可·韋納製作和導演。該片由哥蘭-格洛布斯製作公司製作，改編自阿加莎·克里斯蒂1938年的小說《死亡约会》，主角是偵探赫丘勒·白羅。劇本由韋納以及彼得·巴克曼和安東尼·沙弗爾編寫。
本片由皮特·乌斯蒂诺夫飾演白羅，其他演員還有羅蘭·比歌、嘉莉·費雪、约翰·吉尔古德、派珀·劳瑞、海莉·米尔斯、珍妮·塞葛洛芙和大卫·索尔，是由乌斯蒂诺夫主演的許多其他院线和電視改編作品以及1974年《东方快车谋杀案》的後續，標誌著乌斯蒂诺夫最后一次饰演赫丘勒·白羅这一角色。

## 劇情
埃米莉·博因顿是博因顿三個孩子（伦诺克斯、雷蒙德和卡萝尔）的繼母，也是吉尼芙拉的生母，她勒索家庭律師杰斐逊·科普，要求他銷毀已故丈夫的第二份遺囑。遗嘱内為他們每人留下了20萬美元，這將使他們得以擺脫博因顿太太的控制。
她帶著繼子女和擔任護士的媳婦娜丁去歐洲度假。在的里雅斯特，偉大的偵探赫丘勒·白羅遇到了老朋友萨拉·金医生。萨拉很快就愛上了雷蒙德·博因顿，但埃米莉不同意。
韦斯特霍姆夫人登場。她出生在美國，在過去十年中凭借婚姻獲得了英國國籍，还当了一名議員。她、考古學家昆顿小姐和前文所述律師杰斐逊·科普都正在前往耶路撒冷和库姆兰的路上。
博因顿一家看到科普登船感到惊讶。他們的父親在去世前告訴伦诺克斯有第二份遺囑的存在，但沒有人能證明這一點。埃米莉繼續欺負她的繼子女。科普正在與娜丁調情，娜丁公開接受了他的求愛。他還拒絕了埃米莉讓他遠離他們的要求。埃米莉在科普的酒裡下了毒，但娜丁的丈夫發現了科普送給娜丁的刻有文字的煙盒後，毆打了科普，把酒打翻在地。白羅觀察到虫子喝了泼洒的酒后死去，后来在一家人下船時密切注意他們。
在考古發掘现场，科普、娜丁、伦诺克斯、卡萝尔、雷蒙德和金医生去散步，但伦诺克斯因妻子對科普的偏愛而折返。隨後其他人也一一返回。金医生注意到一名阿拉伯男子在埃米莉身边徘徊。她走過去，發現埃米莉已經死了。金医生認為埃米莉死於心臟病，但白羅指出，當一個廣受憎恨的人去世時，保持懷疑是明智的。他請金医生檢查她的醫療包，她發現醫療包亂七八糟，裡面有一瓶空的地高辛，而且少了一個注射器。
白羅推斷博因顿太太被注射了致命劑量的地高辛，这与她服用的一种药相同，通常由娜丁给她用药，以便她的死亡看起來是自然原因。由於家人可以在不需要額外注射器的情況下改换她的藥物，因此他懷疑是外人。
街上發生骚动，有人開槍，一名阿拉伯男孩被殺。金医生受到指控，但白羅釋放了她，让她和他一起去見其他人，參加一次“野餐”，他計劃在那裡揭露發生的一切。他暗示所有的繼子女都謊稱在繼母死後看到她還活著（因为都認為可能是他們中的某個人幹的，希望拖延时间或保護他們不被發現），他揭露了真相：韦斯特霍姆夫人是兇手。她曾經進過監獄，认出了曾擔任監獄長的埃米莉。为了让她保持沉默，維持自己的地位，韦斯特霍姆夫人采取了谋杀的手段。

## 演员

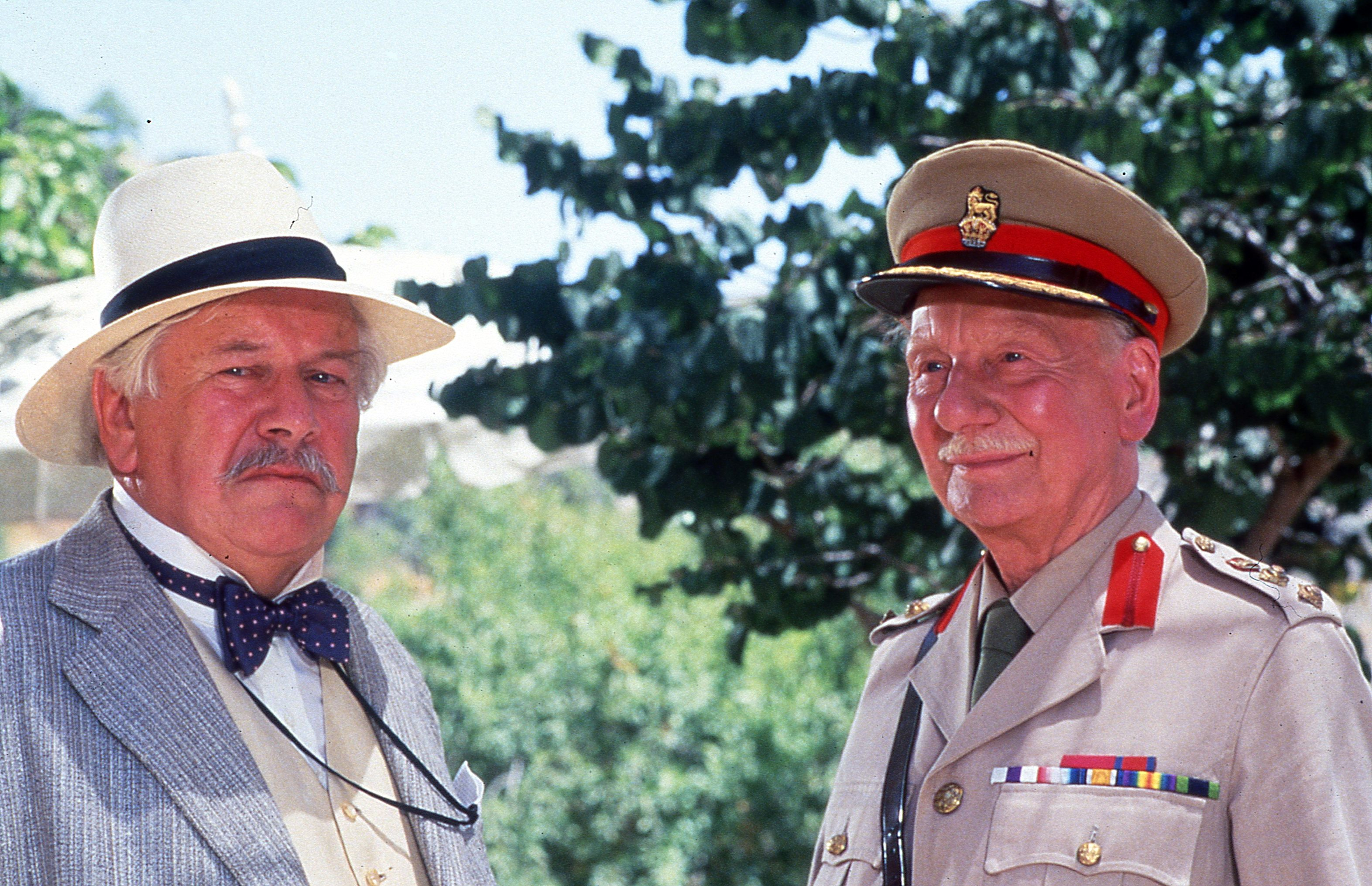
赫丘勒·白羅（皮特·乌斯蒂诺夫饰）与卡伯里上校（约翰·吉尔古德饰）

- 皮特·乌斯蒂诺夫 饰 赫丘勒·白羅
- 羅蘭·比歌 饰 韦斯特霍姆夫人
- 嘉莉·費雪 饰 娜丁·博因顿
- 约翰·吉尔古德 饰 卡伯里上校
- 派珀·劳瑞 饰 埃米莉·博因顿
- 海莉·米尔斯 饰 昆顿小姐
- 珍妮·塞葛洛芙（英语：Jenny Seagrove） 饰 萨拉·金医生
- 大卫·索尔 饰 杰斐逊·科普
- 尼可拉斯·蓋斯特（英语：Nicholas Guest） 饰 伦诺克斯·博因顿
- 薇樂莉·理查茲 饰 卡萝尔·博因顿
- 約翰·特拉斯基（英语：John Terlesky） 饰 雷蒙德·博因顿
- 安柏·貝澤 饰 吉尼芙拉·博因顿
- 道格拉斯·謝爾登（英语：Doug Sheldon） 饰 罗杰斯上尉
- 邁克·薩爾內（英语：Mike Sarne） 饰 希利
- 邁克爾·克雷格（英语：Michael Craig (actor)） 饰 皮爾勳爵（英语：William Peel, 1st Earl Peel）